# Estación de Cherkesk
La estación de Cherkesk (en ruso: Станция Черке́сск) es una estación de la región de Mineralnye Vody del ferrocarril del Cáucaso Norte situada en la ciudad de Cherkesk, en la república de Karacháyevo-Cherkesia de Rusia.

## Historia
Fue inaugurada en 1929.

## Características
El servicio ferroviario suburbano lo prestan los ferrobuses RA2 (antes RA1 y ACh2). Hasta 2009, un tren de cercanías desde la estación Nevinnomiskaya llegaba a la última estación de este tramo del ferrocarril, a la estación de Dzhegutá. Actualmente, la ruta se ha acortado hasta la estación de Cherkesk. Además, hasta 2009, por la estación circulaban vagones de remolque directos Dzhegutá-Moscú, que en la estación Nevinnomysskaya se incorporaban al tren nº 61 Nálchik-Moscú.